# Parti centriste (Nauru)
Pour les articles homonymes, voir Parti du centre.
Le Parti centriste, en anglais Center Party, est un ancien parti politique de Nauru créé par Kinza Clodumar.

## Historique
Le Parti centriste est un parti informel et joue un petit rôle dans la vie politique de Nauru. Mais il a permis des changements de majorité présidentielle lors de votes de défiance notamment avec la voix de René Harris.[réf. nécessaire]
Le parti détenait un siège au Parlement entre 1997 et 2003 avec Kinza Clodumar mais il l'a perdu avec les élections du 23 octobre 2004.[réf. nécessaire]
Au cours des années qui suivent, Nauru redevient un pays sans aucun parti politique,.

## Référence
- (en) Cet article est partiellement ou en totalité issu de l’article de Wikipédia en anglais intitulé « Centre Party (Nauru) » (voir la liste des auteurs).

1. ↑  (en) "Nauru country brief", ministère australien des Affaires étrangères
2. ↑  (en) "Fact check: Is Nauru virtually a failed state?", Australian Broadcasting Corporation, 29 octobre 2015